# شماره یک (فیلم ۱۹۶۹)
«شماره یک» (انگلیسی: Number One) فیلمی در ژانر درام به کارگردانی تام گریس است که در سال ۱۹۶۹ منتشر شد.